# مایکل دوبری
 مایکل دوبری  (به انگلیسی: Michael Duberry) (زاده ۱۴ اکتبر ۱۹۷۵ - انفیلد تاون) بازیکن فوتبال اهل انگلستان است. وی سابقه عضویت در باشگاه‌های چلسی و لیدز یونایتد را دارد.